# Семаки (Росія)
Семаки́ (рос. Семаки) — присілок у складі Слободського району Кіровської області, Росія. Входить до складу Шиховського сільського поселення.
Населення становить 72 особи (2010, 60 у 2002).
Національний склад станом на 2002 рік — росіяни 90 %.